# Gas del Estado (Comodoro Rivadavia)
Gas del Estado, también conocido como Gasoducto, es un barrio comodorense del Departamento Escalante, en la Provincia del Chubut. El barrio integra el municipio y el aglomerado urbano de Comodoro Rivadavia. Por su distancia del centro del aglomerado de la ciudad petrolera se le da un tratamiento diferencial respecto otros barrios que no están alejados del núcleo urbano de Comodoro.

## Toponimia
El nombre es un homenaje a la ex empresa estatal Gas del Estado que fundara el barrio al terminar el Gasoducto Comodoro Rivadavia - Buenos Aires. En tanto el otro nombre deriva de las instalaciones donde inicia el popular gasoducto. Ambos nombres aun se siguen utilizando actualmente.

## Historia
Construido en 1949 para ser habitado a comodato por los empleados de la empresa ex Gas del Estado (en su mayoría, empleados de la Instalaciones de la Base de Mantenimiento que se encuentra en dicho barrio. Tras la inauguración del gasoducto General San Martín una de las primeras imágenes que se conocen del barrio son un grupo de casas junto a diversas torres petroleras. Esta imagen es también de las primeras que retratan a la ciudad en la mente de la población de Buenos Aires. De este modo, junto la planta compresora “Ingeniero Julio Canossa”, nació el barrio, a 12 kilómetros al norte de Comodoro Rivadavia, luego nombrado Gas del Estado.
El barrio estaba interconectado con el centro de la ciudad y los demás puntos poblacionales de la zona por el ferrocarril de Comodoro Rivadavia a Sarmiento, a través de la Parada Gasoducto. 
Es uno de los barrios más históricos de Zona Norte de Comodoro Rivadavia por sus años. El barrio también es llamado Gasoducto a lo largo de su historia, así como en el Censo 2001. Para 2023 vio todas sus calles asflatadas. Sin embargo, persisten problemas en la mensura en su parte nueva. Esto produce que no se peuda avanzar correctamente con  los servicios de gas, luz, agua y cordón cuneta.

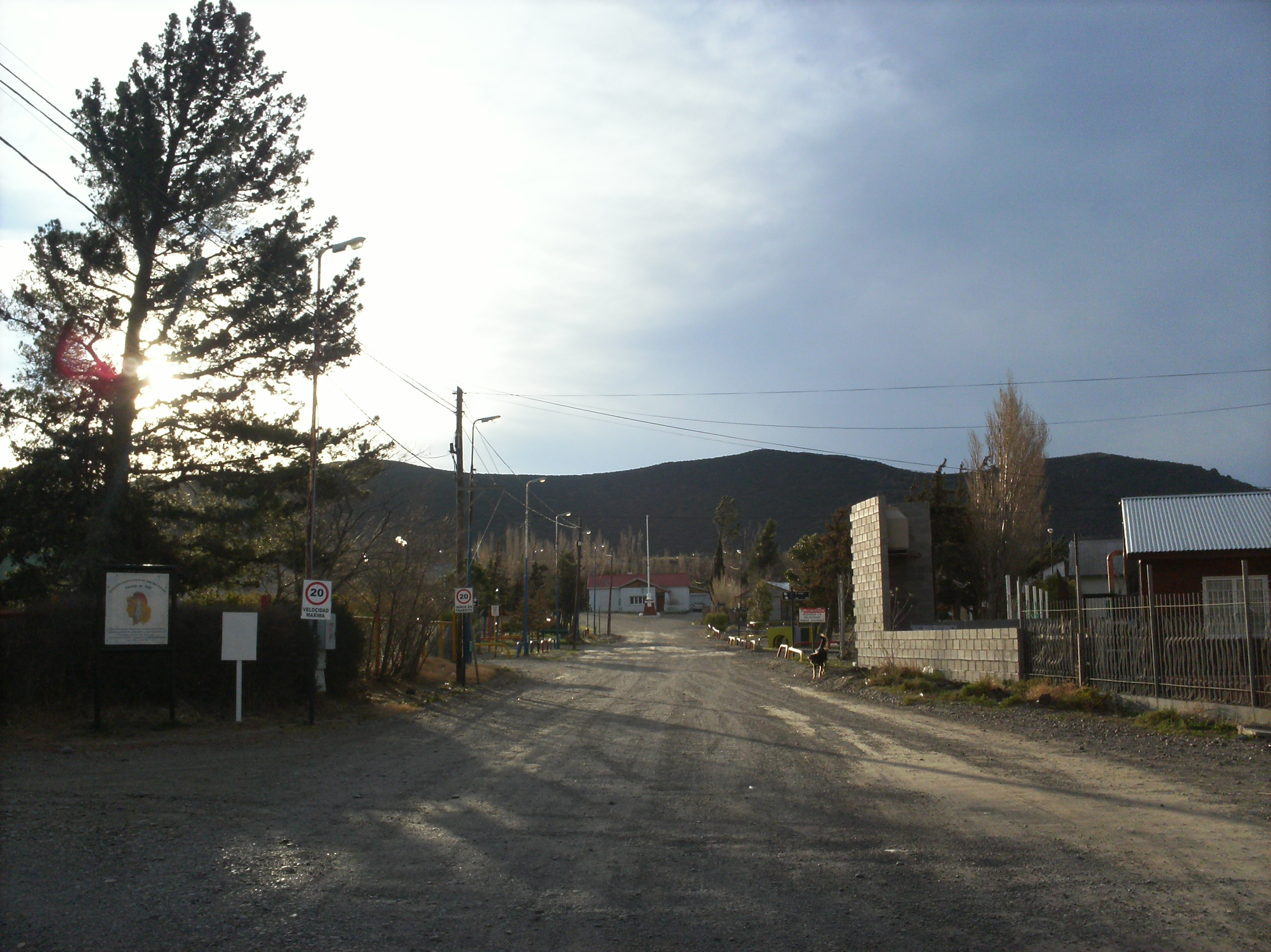
La al barrio entrada a Gas del Estado desde la Ruta Provincial 39.

## Población
Contó con 210 habitantes (Indec, 2001), integra el aglomerado urbano Comodoro Rivadavia - Rada Tilly y el Municipio de Comodoro Rivadavia.
Por otra parte, Ciudadela en su crecimiento dejó bajo su órbita a Gas del Estado, quedando confundidas para la municipalidad sus poblaciones y entidades a favor de Ciudadela. El municipio comodorense en su registro de barrios muestra solo al barrio Ciudadela con una población de 1.451, sumando así la de este barrio (210 habitantes).

## Galería

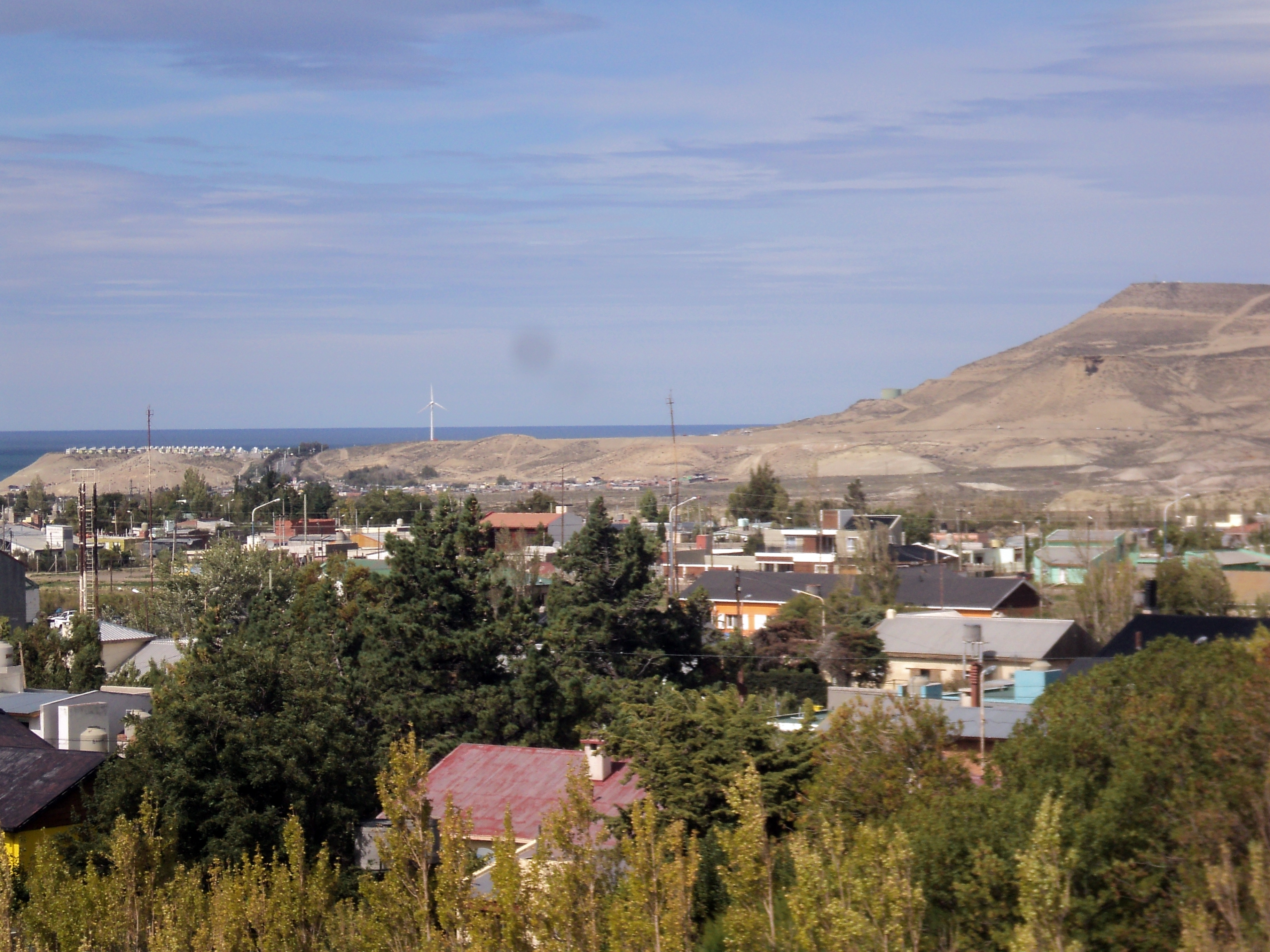
Vista de Gas del Estado y de fondo Ciudadela
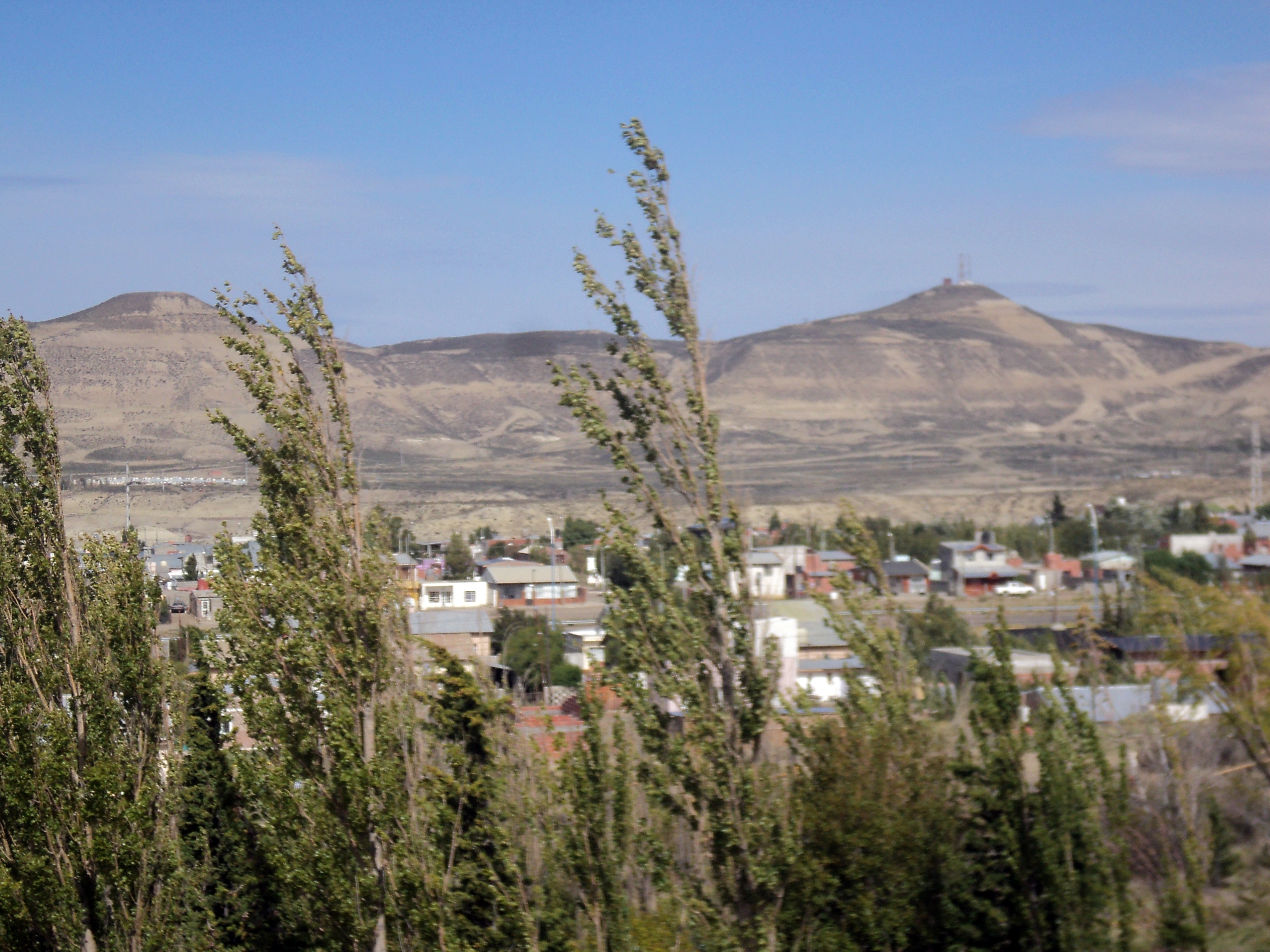
El barrio Gas del Estado desde lo alto y de fondo Ciudadela.
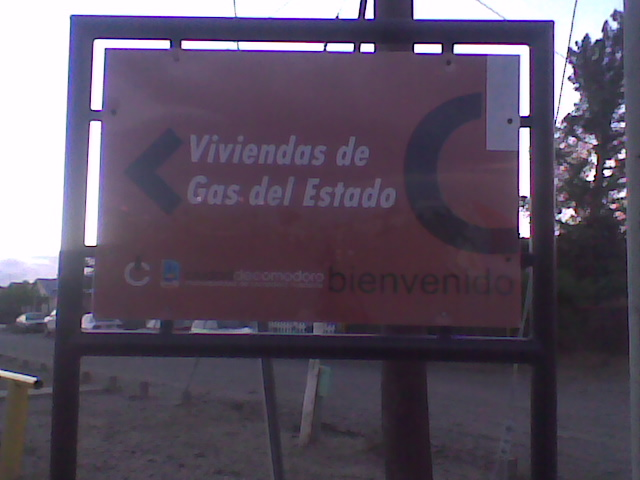
La municipalidad homenajea al barrio tras cumplirse 50 años de su fundación y conservación.
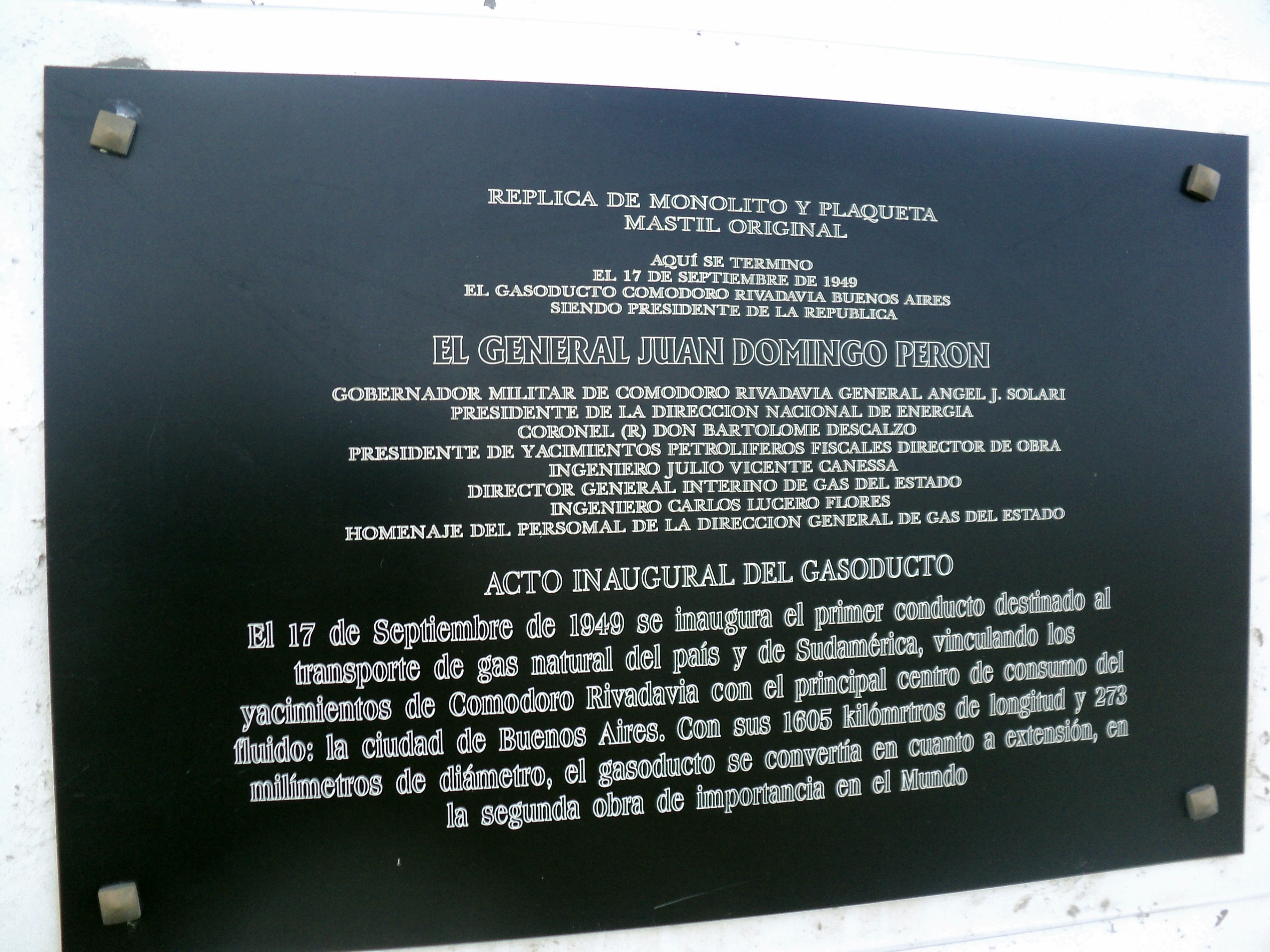
Placa conmemorativa que recuerda la apertura del gasoducto Comodoro Rivadavia- Buenos Aires a cargo de Perón y el gobernador Solari de la Gobernación Militar de Comodoro Rivadavia
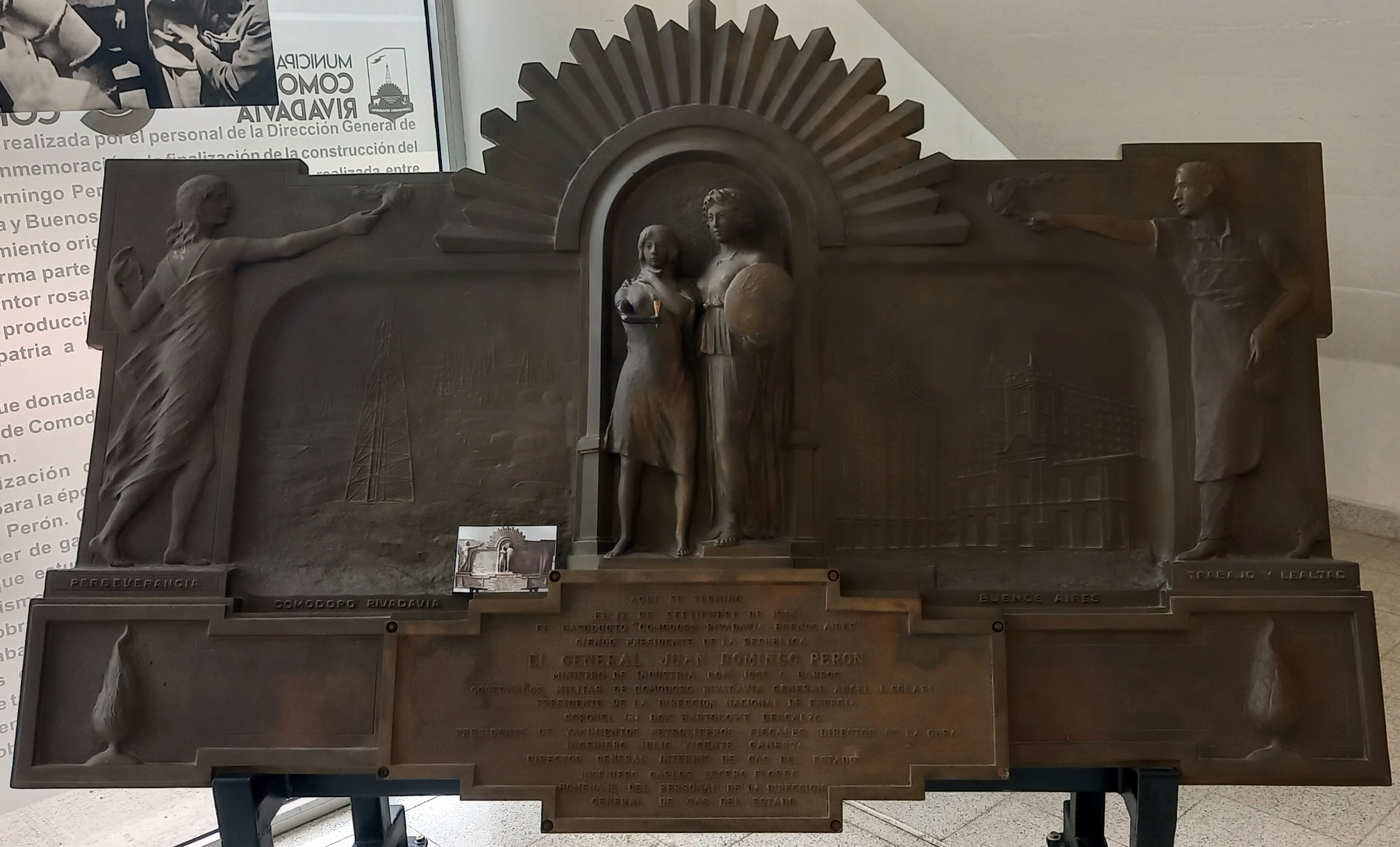
Placa conmemorativa de la inauguración del gasoducto por el presidente Perón